# St. George Bank
St. George Bank est une banque australienne qui faisait partie de l'indice S&P/ASX 50. Elle a fusionné avec Westpac en 2008. 